# Mac Dodds
John McDonald Dodds, detto Mac (Cathcart, 10 gennaio 1907 – Newton Mearns, 1982), è stato un calciatore scozzese, di ruolo attaccante.

## Carriera

### Nazionale
Venne convocato nella Nazionale britannica che partecipò ai Giochi olimpici del 1936. Giocò la prima delle due partite che disputò il Regno Unito nella quale la sua Nazionale vinse 2-0 contro la Cina. Segnò il gol del temporaneo 1-0.